# Frederick Goodall

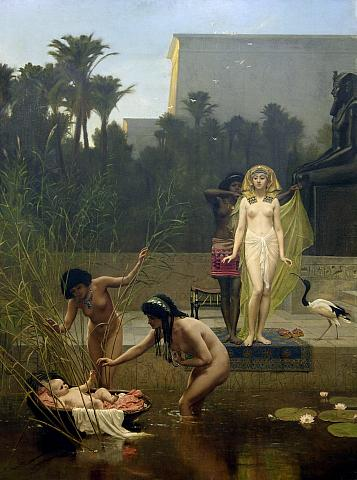
The Finding of Moses par Frederick Goodall

Frederick Goodall (17 mars 1822 - 29 juillet 1904) est un peintre anglais.

## Œuvres
- Rebekah, exposée à la Royal Academy, 1867[1].
- Le Nil, aquarelle exposée au salon de Bruxelles de 1897[2].